# Juan Domingo Rocchia
Juan Domingo Antonio Rocchia (Rafaela, Santa Fe; 13 de junio de 1951) es un ex jugador de fútbol argentino, que jugó en las décadas  del 70 y del 80 para Racing Club y Ferro Carril Oeste. Es el décimo defensor con mayor cantidad de goles de la historia del fútbol mundial, convirtiendo 101 goles en 433 partidos. Salió campeón argentino con Ferro Carril Oeste, en 1982.

## Biografía
Juan Rocchia nació en Rafaela, provincia de Santa Fe. Se inició en el fútbol en Ferrocarril del Estado en su ciudad. Lo apodaban Burro, por su fuerte patada. Era un zaguero robusto, fuerte, gran cabeceador. Ejecutaba penales.
Esposa:Diana E.Necich.
Hijos:J.Ulises,J.Octavio,J.Emiliano.
Nietos:Donatella V.Rocchia Teles.

## Racing Club
Jugó en Racing entre 1970 y 1972. Disputó un total de 67 partidos y convirtió 12 goles.

## Ferro Carril Oeste
Ferro lo adquirió de Racing en 125 millones de pesos de la época. Debutó el 4 de marzo de 1973 (0-0 frente a Chacarita Juniors) y desde entonces disputó un total de 389 partidos en el club, con 89 goles.
En 1977, Ferro perdió la categoría. En 1978 obtuvo el ascenso a Primera División, siendo el goleador del certamen con 15 tantos. En 1982 se consagró campeón nacional invicto en Primera, con Carlos Timoteo Griguol, en lo que representó el primer título en la historia del club. En 1983 disputó la Copa Libertadores y a fin de ese año, el 22 de diciembre, disputó su último partido como profesional (1-1 contra Huracán). 

## Como entrenador
Rocchia desarrolló una breve trayectoria como director técnico. Dirigió a Ferro como alterno en 1987-88 y 1999-2000. En 1993, como titular a Sportivo Dock Sud, en Primera B.

## Palmarés
| Título           | Club               | País      | Año    |
| ---------------- | ------------------ | --------- | ------ |
| Primera División | Ferro Carril Oeste | Argentina | N-1982 |